# Hồ Beyşehir
Hồ Beyşehir (tiếng Thổ Nhĩ Kỳ: Beyşehir Gölü) là hồ lớn thứ ba đồng thời làhồ nước ngọt lớn nhất tại Thổ Nhĩ Kỳ (sau hồ Van và hồ Tuz là hai hồ nước mặn), nằm trong địa phận hai tỉnh Isparta và Konya, ở phía tây nam Thổ Nhĩ Kỳ. Tọa độ trung tâm hồ khoảng 37°47′0″B 31°33′0″Đ / 37,78333°B 31,55°Đ. Hồ này cách Konya khoảng 75 km về phía tây. Nó có diện tích dao động trong khoảng 600 tới 730 km², trung bình khoảng 656 km² và dài 45 km, rộng 20 km. Nó trùng tên với trung tâm dân cư chính ở phía đông nam hồ là Beyşehir.
Mực nước trong hồ thường lên xuống mạnh. Về mùa đông và mùa xuân, nước hồ dâng lên còn trong mùa hè thị rút xuống. Hồ Beyşehir được sử dụng cho công tác thủy lợi, mặc dù nó cũng đồng thời là một vườn quốc gia. Có khoảng 30 đảo nhỏ với kích thước khác nhau nằm trong hồ, trong đó có 3 đảo có dân cư sinh sống. Hồ Beyşehir cũng là một địa điểm quan trọng cho nhiều loài chim, như vịt lặn đầu đỏ (Aythya ferina), sâm cầm (Fulica atra). Phía bắc hồ là rừng tuyết tùng Kýzýldað còn phía đông là đất nông nghiệp. Phía đông và tây nam có các dải lau sậy (Phragmites) hẹp ven bờ.

## Hình ảnh

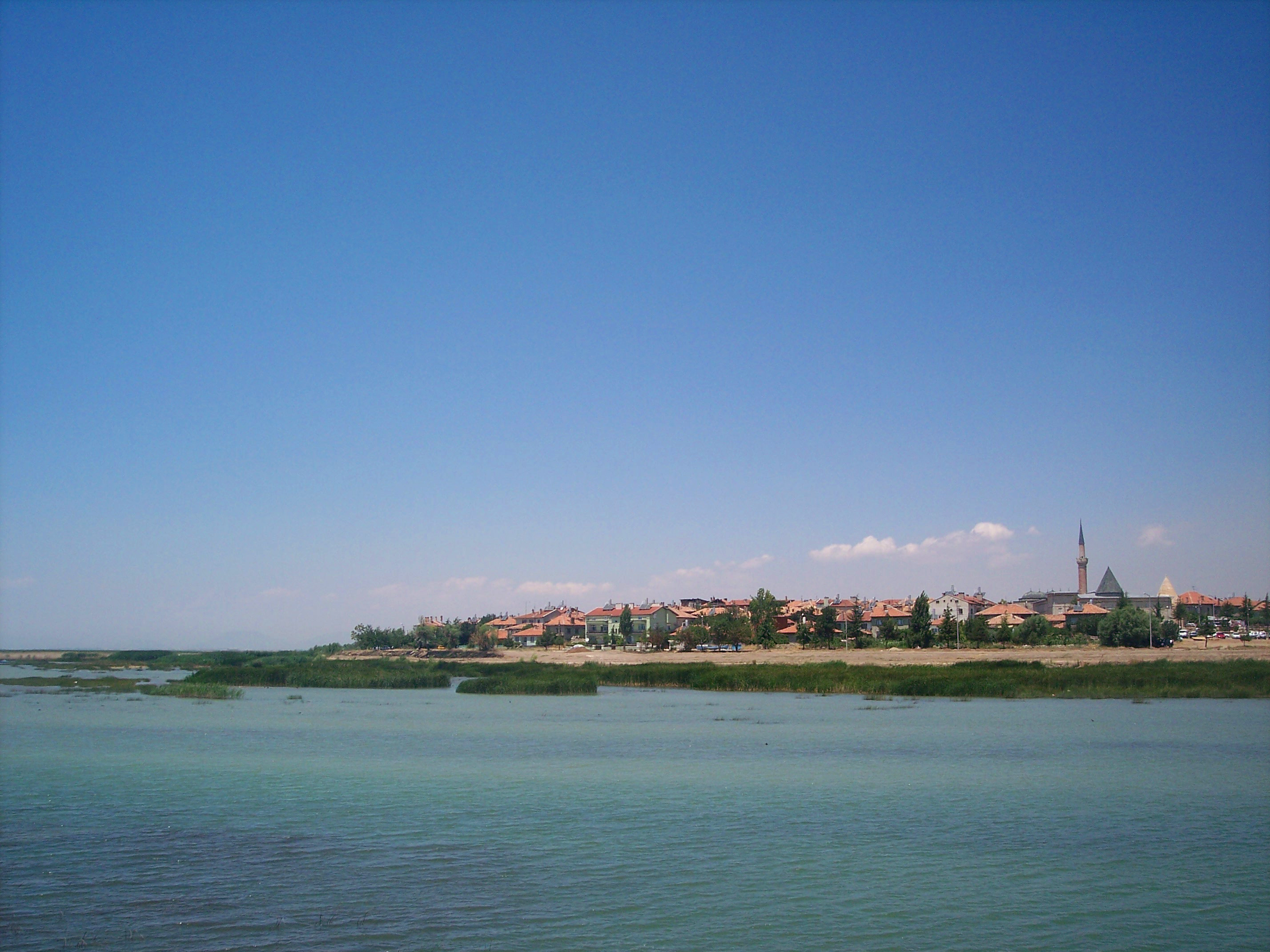
Cảnh quan Beyşehir nhìn từ hồ Beyşehir